# Alto Santo
Alto Santo es una ciudad y un municipio del estado del Ceará, Brasil. Se localiza en la microrregión del Baixo Jaguaribe, mesorregión del Jaguaribe. El municipio posee poco más de 20 mil habitantes, distribuidos en 1323 km².

## Etimología
Uno de los primeros nombre de Alto Santo fue Utuva. El topónimo viene del tupi-guarani y significa  U  = agua, y  tuba  =  abundante. Su denominación original era  Utuva, después Viúva, Alto dos Bodes, Alto Santo da Viúva y, desde 1938,  Alto Santo.

## Historia
Este municipio se localiza dentro del territorio en el cual habitaban indios, como los Potiguara, Paiacu, Tapairiu, Panati, Icó y Ariú.
En el inicio del siglo XIX surge un núcleo urbano alrededor de una hacienda de la época, de carne seca y charqui, y de la capilla del Niño Dios, en la cual eran enterrados los muertos de la localidad hasta 1880, cuando fue inaugurado el cementerio local.

## Geografía

### Clima
Tropical caliente semiárido con un promedio de lluvias media de 700 mm con lluvias concentradas de febrero a abril.

### Hidrografía y recursos hídricos
Las principales fuentes de agua son: río Jaguaribe y Figueiredo, Arroyo Várzea Grande, Lagunas del Junco y Grande.

### Relieve y suelos
Las principales elevaciones son los serros en el distrito de Castanhão.

### Vegetación
Compuesta por caatinga abierta y vegetación caducifolia espinosa.

### Subdivisión
El municipio tiene dos distritos: Alto Santo (sede) y Castanhão.

## Economía
Agricultura: algodón arbóreo y herbáceo, cajú, arroz, maíz y frijol.
- Ganadería: es una importante fuente de trabajo, con rebaños bovinos, porcinos y avícola, pues Alto Santo se encuentra en la región jaguaribana.
- Industria: existen industrias de productos minerales no metálicos, Industria de concección, Industria de alimentos y maderera y además hay 10 industrias de cerámica.

## Cultura
El principal evento cultural es la fiesta del patrono, Niño Dios.

### Deporte
En lo deportivo destaca el estadio municipal, con una fachada que recuerda al Coliseo de Roma y una polémica historia sobre su construcción.

## Política
La administración municipal se localiza en la sede, Alto Santo.